# Román de San José
Román de San José Redondo (Plasencia, 9 de agosto de 1877 - década de 1940) fue un músico y militar español. 

## Biografía
Ingresa en el Ejército en 1894, en la banda de tambores de Castilla Regimiento N º 16. En el año 1900, asciende a la posición de director de orquesta. Entre 1909 y 1913 participó en la guerra de África, recibiendo varios premios. En 1914 dirigió la banda del Regimiento de Artillería Asturias y en 1915 la Academia de Intendencia, donde permaneció hasta 1928. En 1937, se retira por edad.

## Obra
Es autor de la popular marcha militar "El turuta" y la marcha "Todo son nubes".
Otras obras: El 13 de Septiembre (1923, marcha), A la verbena (1921, cuplé), Adiós Ronda (1908, pasodoble), Amarguras (pasodoble), Los cojos (marcha), Dulzuras (pasodoble), Einzoren (danza árabe), Flor trianera (pasodoble), Himno de la Academia de Intendencia (1919), Monte Arruit (marcha), La Santa Cena (marcha de procesión) y El Complutense (1911, pasodoble).